# سیارک ۲۷۸۳
سیارک ۲۷۸۳ (به انگلیسی: 2783 Chernyshevskij، نامگذاری:1974RA2) دو هزار و هفتصد و هشتاد و سومین سیارک کشف شده‌است که در ۱۴ سپتامبر ۱۹۷۴ کشف شد.
قدر مطلق سیارک برابر ۱۳٫۲۰ است.